# Окулярник тогіанський
Окулярник тогіанський (Zosterops somadikartai) — вид горобцеподібних птахів родини окулярникових (Zosteropidae). Ендемік Індонезії. Вид був відкритий в 1997 році і описаний в 2008 році. Він названий на честь індонезійського орнітолога Сукарджи Сомадікарти.

## Опис
Довжина птаха становить 11 см. Обличчя чорне, голова зеленувато-оливкова, верхня частина тіла оливкова, Горло сірувато-жовте, верхня частина грудей світло-сіра, решта нижньої частини тіла біла, гузка жовтувата. Покривні пера оливково-зелені, крила і хвіст мають жовтувато-оливково-зелені края і чорні кінчики. Райдужки темно-червоні, дзьоб чорний, знизу біля основи світлий. Лапи рогові. На відміну від більшості окулярників, навколоочне кільце темно-сіре, не покрите пір'ям.

## Поширення і екологія
Тогіанські окулярники є ендеміками Тогіанських островів Голотип птаха був зібраний на острові Пулау-Маленж, на висоті 50 м над рівнем моря. Також птах спостерігався на островах Маленг, Бінуанг, Талатако і на острові Батудака. На островах Тогеан і Валеа птах не спостерігався.
Тогіанські окулярники живуть в мангрових заростях і вторинних тропічних лісах. а також в садах і на плантаціях кокосів, гвоздики, какао і дуріанів.

## Збереження
Через обмежений ареал МСОП вважає стан збереження цього виду як близький до загрозливого. Тогіанським окулярникам загрожує знищення природного середовища.